# Somula decora
Somula decora är en tvåvingeart som beskrevs av Macquart 1847. Somula decora ingår i släktet Somula och familjen blomflugor. Inga underarter finns listade i Catalogue of Life.